# Campionati europei di pattinaggio di velocità 1891 - Allround maschile
Il concorso Allround maschile dei Campionati europei di pattinaggio di velocità 1891 si è svolto dal 23 al 24 gennaio 1891 ad Amburgo, in Germania..

## Risultati
| Pos. | Pattinatore      | Nazione     | Tempo       | Ritardo     | Punti        |
| ---- | ---------------- | ----------- | ----------- | ----------- | ------------ |
| (1)  | Adolf Norseng    | Norvegia    | 55,6 (2)    | 2.59,8 (1)  | 12.12,6 (3)  |
| (2)  | Oscar Grundén    | Svezia      | 55,2 (1)    | 3.01,4 (2)  | 12.17,4 (4)  |
| (3)  | Emil Schou       | Danimarca   | 58,8 (5)    | 3.08,0 (5)  | 12.09,8 (2)  |
| (4)  | Paul Hille       | Germania    | 59,0 (7)    | 3.13,6 (7)  | 12.40,2 (6)  |
| {5)  | August Underborg | Germania    | 1.00,2 (10) | 3.14,2 (8)  | 11.53,8 (1)  |
| (6)  | Gustav Landahl   | Germania    | 58,4 (4)    | 3.16,0 (10) | 12.59,0 (9)  |
| (7)  | J. Leonhardt     | Germania    | 59,8 (8)    | 3.17,4 (11) | 12.55,4 (7)  |
| NF3  | Georg Frieboes   | Germania    | 1.01,4 (12) | 3.14,6 (9)  | NF           |
| NS3  | Klaas Pander     | Paesi Bassi | 57,2 (3)    | 3.05,4 (3)  | NS           |
| NS3  | Heinrich Ehrhorn | Germania    | 58,9 (6)    | 3.07,0 (4)  | NS           |
| NS3  | Jaap Eden        | Paesi Bassi | 59,8 (8)    | 3.10,4 (6)  | NS           |
| NS3  | Albert Schade    | Germania    | 1.00,2 (10) | 3.24,4 (13) | NS           |
| NF2  | Georg Smith      | Germania    | 1.01,6 (13) | NF          | 13.10,0 (10) |
| NF1  | Hugo Underborg   | Germania    | NF          |             | 12.19,6 (5)  |
| NF1  | Otto Traun       | Germania    | NF          |             |              |
| NS1  | Walter Herrmann  | Germania    | NS          | 3.23,0 (12) | 12.58,0 (8)  |